# لا باتای
لا باتای (به فرانسوی: La Bataille) یک کمون در فرانسه است که در Canton of Chef-Boutonne واقع شده‌است.

## خصوصیات
لا باتای ۶٫۲۸ کیلومترمربع مساحت و ۸۴ نفر جمعیت دارد و ۱۲۰ متر بالاتر از سطح دریا واقع شده‌است.